# Observatorio Naval de los Estados Unidos

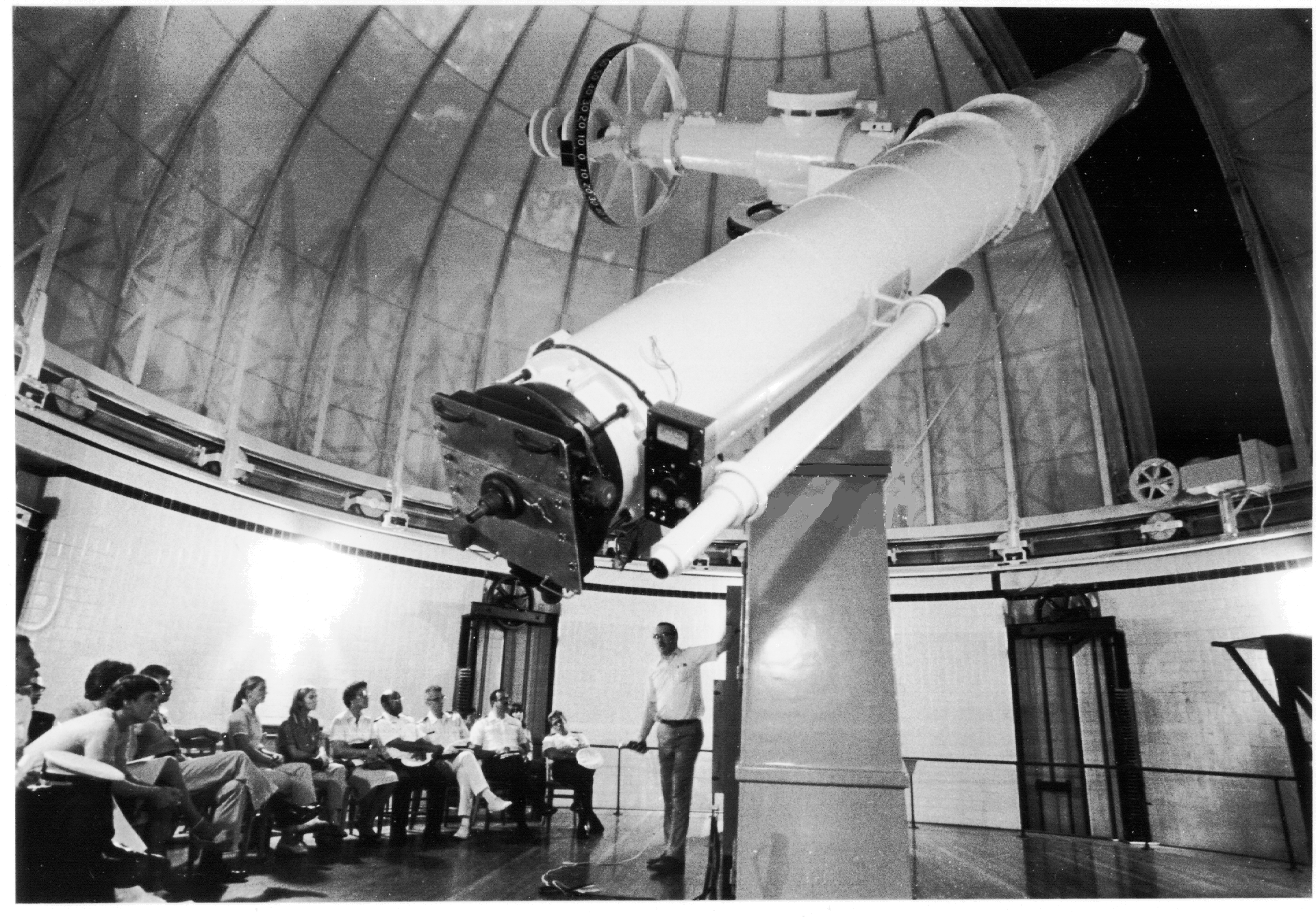
Refractor de 26 pulgadas del USNO (c.1980)

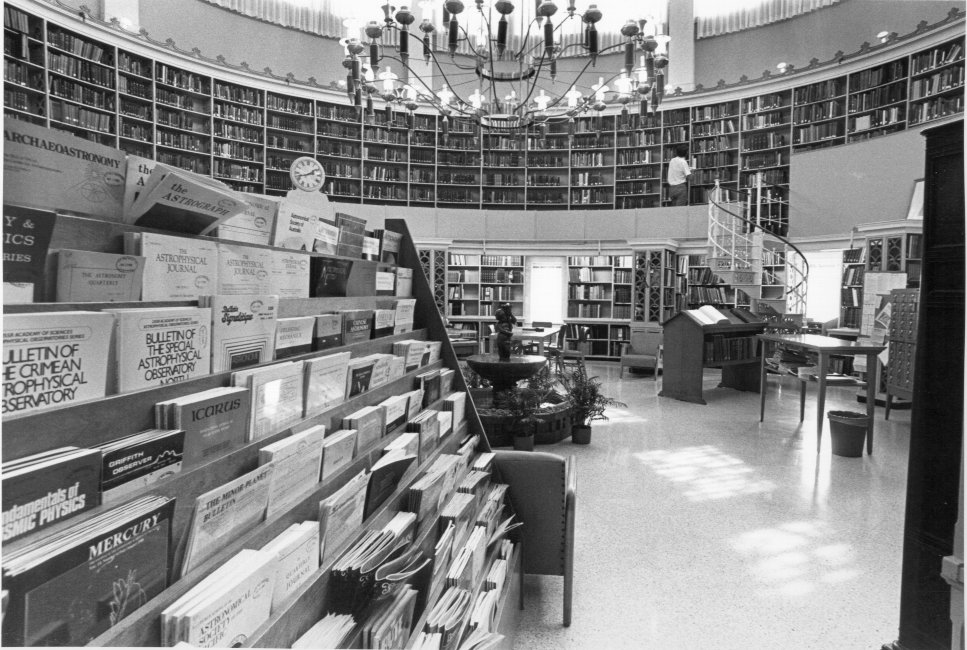
Biblioteca del USNO (c.1980)

El Observatorio Naval de los Estados Unidos (en inglés United States Naval Observatory o USNO) es una de las agencias científicas más antiguas de los Estados Unidos. Se encuentra en el cuadrante noroeste de Washington D. C. y es uno de los pocos observatorios localizado en una zona urbana. Cuando fue construido se encontraba lejos de la contaminación lumínica generada por lo que entonces era una ciudad pequeña.

## Historia
Se inauguró en 1830 con el nombre de Depot of Charts and Instruments (Depósito de Cartas de Navegación e Instrumentos). En 1842 se convirtió en observatorio nacional gracias a una ley federal. El proyecto se le asignó a James Melville Gilliss.
La misión principal del observatorio era cuidar los cronómetros, las cartas de navegación y otros objetos de navegación de la Armada de los Estados Unidos. Calibraban los cronómetros de los barcos midiendo el tiempo de tránsito de las estrellas a través del meridiano. Aunque en un principio se encontraba en el centro de la ciudad en Foggy Bottom (cerca del Kennedy Center), el observatorio se mudó a su nueva ubicación en 1893, en la cima Observatorio, sobre la avenida Massachusetts, en medio de terrenos perfectamente circulares.
El primer superintendente fue el comandante de la armada Matthew Fontaine Maury. Maury tuvo la primera bola horaria vulcanizada, creada con sus especificaciones por Charles Goodyear para el Observatorio Nacional. Fue la primera bola horaria de los Estados Unidos, y la número 12 en el mundo. Maury mantenía el tiempo preciso con la ayuda de las estrellas y los planetas. Cuando la bola horaria caía, una bandera se izaba macánicamente para permitir a los barcos y a la gente saber el tiempo exacto. Así, el tiempo no se mantenía solo para Washington D. C., sino para todos los estados de la Unión a través del telégrafo. El tiempo también se "vendía" a las compañías de ferrocarriles y se usaba en conjunción con cronómetros de ferrocarriles para planear el transporte de trenes. A principio del siglo XX, el Arlington Time Signal empieza a emitir este servicio para los receptores inalámbricos.
Los nombres de Observatorio Nacional (National Observatory) y de Observatorio Naval (Naval Observatory) se usaron a la vez durante 10 años, hasta que una regla determinó que solo se usase el término Observatorio Nacional. El presidente John Quincy Adams quiso que se llamase Observatorio Nacional. John Quincy Adams pasó muchas noches en el observatorio con Maury, observando y catalogando estrellas, porque siempre fue la astronomía una afición de Adams (por esta misma razón aprobó una ley para la creación de un observatorio nacional justo antes de terminar su mandato presidencial).
Actualmente, como en el pasado, el moderno Observatorio Naval de los Estados Unidos continúa siendo una autoridad en las áreas de mantenimiento del tiempo y la observación celeste. En colaboración con el laboratorio Rutherford Appleton, determina el tiempo y los datos astronómicos necesarios para una navegación precisa y astronomía fundamental, y distribuye esta información en el The Astronomical Almanac. Pero quizás es más conocido para el gran público por su alta precisión en el ensamblaje de relojes atómicos y por el cambio en el año 2000 de su bola horaria.
Desde 1974, la casa situada en la rotonda del Observatorio número 1, una casa que se encuentra en los terrenos del observatorio (anteriormente la residencia del superintendente), ha sido la residencia oficial del vicepresidente de los Estados Unidos.

## Servicio horario
Al servicio horario del Observatorio Naval se puede acceder a través del teléfono o por Internet. El número de teléfono es (719) 567-6742 en Colorado Springs, o (202) 762-1401 en Washington D. C. En internet, el servicio horario del observatorio está disponible en https://web.archive.org/web/20070430233055/http://tycho.usno.navy.mil/frontpage.html.